# Guignardia fici
Guignardia fici är en svampart som beskrevs av W.Y. Li & W.Y. Zhuang 2007. Guignardia fici ingår i släktet Guignardia och familjen Botryosphaeriaceae.   Inga underarter finns listade i Catalogue of Life.